# Sabine Daigeler
Sabine Daigeler, també coneguda com a Bina Daigeler (Múnic, Baviera, 1965) és una dissenyadora de vestuari alemanya, força activa al cinema espanyol i nominada quatre cops als Premis Goya.
Va començar a treballar en el departament de vestuari cinematogràfic al cinema alemany el 1988. Va treballar com a ajudant de vestuari a 1492: Conquest of Paradise (1992) de Ridley Scott i a La casa dels esperits de Bille August (1993). Després de fer de dissenyadora de vestuari a alguns telefilms alemanys marxà a Espanya, on debutà com a dissenyadora de vestuari a Airbag (1997), Insomnio (1998) i Todo sobre mi madre (1999) de Pedro Almodóvar, que li va valer la seva primera nominació al Goya al millor disseny de vestuari. Després va treballar a la sèrie televisiva alemanya Mallorca - Suche nach dem Paradies (1999-2000), a la pel·lícula portuguesa Capitães de Abril (2000) de Maria de Medeiros, a Imagining Argentina (2003) de Christopher Hampton. Fou nominada tres cops seguits novament al Goya al millor disseny de vestuari per Inconscientes (2004), Princesas (2005) i Volver (2006).
Després va simultanejar el disseny de vestuari a pel·lícules com La fiesta del chivo (2005) o El camino de los ingleses (2006) amb el de sèries de televisió com Abuela de verano (2006), Toledo o La fuga (2012). El 2008 va dissenyar el vestuari de La dona de l'anarquista, que li va valer el Premi Gaudí al vestuari (2010). Però el seu treball més reconegut ha estat possiblement el del vestuari de la sèrie de televisió El tiempo entre costuras. pel qual va rebre un dels Premis Iris al millor disseny d'art i escenografia el 2014.
Després d'encarregar-se del vestuari de la sèrie de Netflix Narcos (2015) va dissenyar el de la pel·lícula Manifesto, que li va valer el premi al millor disseny de vestuari als Deutscher Filmpreis de 2018.